# 中华稻蝗
中华稻蝗是直翅目剑角蝗科稻蝗属的一个种，分布于南亚、东亚和大洋洲。